# Nikołaj Czesnokow
Nikołaj Jermołajewicz Czesnokow (ros. Николай Ермолаевич Чесноков, ur. w sierpniu 1905 w Wiaznikach, zm. 20 marca 1982 w Moskwie) – radziecki polityk, minister przemysłu lekkiego ZSRR (1947–1948).
Po ukończeniu 1926 technikum włókienniczego był pomocnikiem majstra w fabryce „Pobieda”, później pomocnikiem majstra, majstrem, głównym inżynierem, kierownikiem i dyrektorem technicznym fabryki przędzalniczo-tkackiej im. WCIK k. Wiaznik. 1930–1936 studiował w Moskiewskim Instytucie Tekstylnym, później był inżynierem Głównego Zarządu Ludowego Komisariatu Przemysłu Lekkiego ZSRR. Od kwietnia 1931 członek WKP(b). 1937–1938 zastępca głównego mechanika i główny mechanik kombinatu tkackiego im. Szczerbakowa w Moskwie, później ponownie pracował w Ludowym Komisariacie Przemysłu Lekkiego ZSRR, następnie w Ludowym Komisariacie Przemysłu Tekstylnego ZSRR. Od 1939 do marca 1940 szef Wydziału Elektromechanicznego tego komisariatu, od marca 1940 do lipca 1943 zastępca ludowego komisarza przemysłu tekstylnego ZSRR. Od 16 lipca 1943 do 26 czerwca 1947 zastępca przewodniczącego Rady Komisarzy Ludowych/Rady Ministrów Rosyjskiej FSRR, od 4 czerwca 1947 do 28 grudnia 1948 minister przemysłu lekkiego ZSRR. Od grudnia 1948 do kwietnia 1950 I zastępca ministra przemysłu lekkiego ZSRR Aleksieja Kosygina, w kwietniu-maju 1950 zastępca, a od maja 1950 do marca 1953 I zastępca ministra uprawy bawełny ZSRR, równocześnie minister przemysłu lokalnego Rosyjskiej FSRR. Od 25 maja 1953 do 9 czerwca 1954 minister przemysłu lokalnego i paliwowego Rosyjskiej FSRR, później ponownie minister przemysłu lokalnego tej republiki, a od 26 marca 1955 do 4 czerwca 1957 zastępca przewodniczącego Rady Ministrów Rosyjskiej FSRR. Od czerwca 1957 do lutego 1958 zastępca przewodniczącego Państwowej Komisji Planowania Rosyjskiej FSRR w randze ministra Rosyjskiej FSRR, od lutego 1958 do lutego 1963 szef Wydziału Przemysłu Lekkiego Państwowej Komisji Planowania Rady Ministrów ZSRR, od lutego 1963 do grudnia 1975 doradca Stałego Przedstawiciela ZSRR w RWPG ds. przemysłu lekkiego, następnie na emeryturze. Deputowany do Rady Najwyższej Rosyjskiej FSRR 2 i 4 kadencji.

## Odznaczenia
- Order Lenina (dwukrotnie)
- Order Czerwonego Sztandaru Pracy (dwukrotnie)
- Order „Znak Honoru” (dwukrotnie)